# Вооружённые силы Гондураса
Вооруженные силы Гондураса (исп. Fuerzas Armadas de Honduras) были созданы в середине XIX века, после выхода страны из Центральноамериканской федерации и состоят из трёх родов войск:
- сухопутные войска (с 1825 года);
- военно-воздушные силы (с 1931 года);
- военно-морские силы (с августа 1976 года).

Комплектование вооруженных сил производится по призыву, срок службы составляет два года. В период после Второй Мировой войны вооружение американского производства.

## История
В ходе "банановых войн" в 1903, 1907, 1911, 1912 и 1919 годы Гондурас был оккупирован войсками США и вооружённые силы страны были несколько раз переформированы под контролем США.
В 1906 году в городе Тегусигальпа была организована артиллерийская школа, которую возглавил бывший сержант французской армии (курсанты которой получили немецкие шлемы "пикельхаубе"), однако вскоре школа прекратила функционировать.
В 1917 году была основана школа подготовки офицеров (Escuela Militar Nacional), с 1959 года преобразованная в военную академию (Academia Militar de Honduras General Francisco Morazán).
В 1923 году на Вашингтонской конференции правительствами стран Центральной Америки были подписаны «Договор о мире и дружбе» с США и «Конвенция о сокращении вооружений», в соответствии с конвенцией максимальный размер армии Гондураса был установлен в 2,5 тыс. человек, а для подготовки её личного состава было разрешено использовать иностранных военных советников. Для борьбы с повстанцами, в период с февраля по август 1925 года правительство Гондураса получило из США 3 тыс. винтовок, 20 пулемётов и 2 млн патронов.
Военное сотрудничество c США началось в 1920-е годы и значительно усилилось во время Второй мировой войны.
В декабре 1941 года Гондурас объявил войну странам "оси", но в боевых действиях участия не принимал. После этого Гондурас получил по программе ленд-лиза пять учебно-тренировочных самолётов Fairchild PT-23, два авиадвигателя, три броневика М3A1 Scout Car, четыре 81-мм миномёта М1; четыре крупнокалиберных пулемёта М2; шесть 7,62-мм пулемётов М1919A4 и М1919А6; 16 шт. пистолет-пулемётов .45 калибра, 50 винтовок, 5000 шт. ручных гранат Мk.II, а также боеприпасы, снаряжение и иное военное имущество.
После подписания в сентябре 1947 года в Рио-де-Жанейро Межамериканского договора о взаимной помощи военные поставки из США были продолжены. По состоянию на 1949 год, численность вооружённых сил Гондураса составляла 3 тыс. человек, на вооружении находилось 46 самолётов и 5 сторожевых судов.
20 мая 1952 года между США и Гондурасом было подписано двустороннее соглашение о военной помощи (на основе принципов, установленных законом США «О взаимной военной помощи» 1949 года и законом США «О взаимном обеспечении безопасности» 1951 года).
В 1950-е годы военно-экономическая помощь США странам Латинской Америки была сравнительно невелика, однако эта политика изменилась после победы в 1959 году кубинской революции. Было признано, что главную угрозу для правительств представляет не военное вторжение извне, а партизанское движение. Программа военной помощи была пересмотрена, был сделан акцент на поставках вооружения и оснащения, отвечающего задачам борьбы с партизанским движением, а также обучении правительственных войск и полиции методам борьбы с партизанами. В 1950—1963 годы из США было получено вооружение, техника и снаряжение на сумму 2,6 млн долларов; в 1964—1969 годы — на сумму 4,3 млн долларов; в 1970—1976 годы — на сумму 3,4 млн долларов.
В 1957 году между Гондурасом и Никарагуа имели место вооружённые столкновения на участке границы в долине реки Сеговия, в 1960 году международный суд в Гааге установил линию границы в пользу Гондураса.
В сентябре 1963 года национальная гвардия Никарагуа и войска Гондураса провели совместную операцию против партизан СФНО в районе границы между Никарагуа и Гондурасом. В декабре 1963 года Гондурас совместно с другими государствами Центральной Америки вошел в состав Центральноамериканского совета обороны. 
В 1965 году Гондурас оказал помощь США в оккупации Доминиканской Республики, отправив в эту страну 250 военнослужащих (они были доставлены в Доминиканскую республику самолётами США).
После "100-часовой войны" с Сальвадором, в январе 1971 года Гондурас вышел из Центральноамериканского совета обороны.
С начала 1970-х годов в рамках соглашения о военной помощи началось обучение офицеров и технических специалистов армий стран Латинской Америки в военно-учебных заведениях США. Только в 1972—1975 годы обучение в США прошли 225 военнослужащих армии Гондураса, стоимость программы обучения в 1972—1974 годы составила 1607 млн долларов (в 1972 году — 538 млн; в 1973 году — 534 млн и в 1974 году — 535 млн долларов).
Численность американских военных советников в 1972 году составляла 13 человек (6 офицеров, 4 солдат и 3 гражданских лица), но в 1975 году она была увеличена до 16 человек, также увеличились расходы на содержание военной миссии в 1972—1975 годы — с 273 тыс. до 291 тыс. долларов в год.
В 1975 году численность армии Гондураса составляла около 11,4 тыс. военнослужащих (еще 2,5 тыс. человек насчитывала Национальная гвардия). Сухопутные войска насчитывали 10 тыс. человек, ВВС — три эскадрильи (1200 человек и 26 боевых, учебных и транспортных самолётов); ВМС состояли из 200 человек и нескольких патрульных катеров.
14-22 июля 1976 года в ходе демаркации линии границы между Сальвадором и Гондурасом имели место вооружённые столкновения.
В 1977-1978 гг. общая численность вооружённых сил Гондураса составляла 14 тыс. человек, в том числе 13 тыс. в составе сухопутных войск (10 пехотных батальонов, отдельный батальон президентской гвардии + три артиллерийские батареи), 1200 в составе ВВС (18 боевых, учебных и транспортных самолётов) и ВМС в составе трёх сторожевых катеров.
В 1980-е годы вооружённые силы Гондураса принимали участие в гражданской войне в Сальвадоре, оказывая поддержку правительству Сальвадора в борьбе с повстанцами ФНОФМ. Потери вооружённых сил Гондураса составили не менее 14 военнослужащих убитыми (ещё один военнослужащий Гондураса, входивший в состав миротворческой миссии ONUSAL, погиб после окончания боевых действий).
В период с 1981 по 1986 годы Гондурас получил от США значительную финансово-экономическую и военную помощь, за это время численность вооружённых сил страны была увеличена с 14,2 тыс. до 24,2 тыс., была создана авиабаза в Пальмерола и отремонтированы семь других взлётно-посадочных полос (с них осуществлялась поддержка никарагуанских «контрас»).
Одновременно увеличилось количество американских военных советников: если на начало 1981 года их насчитывалось 14, то в конце 1982 года — более 100. В числе советников в 1981 году в страну прибыло несколько инструкторов по «антипартизанской войне» из числа «зелёных беретов». С июля 1982 года начались регулярные военные маневры и учения американских и гондурасских войск.
В декабре 1982 года было подписано соглашение с Израилем о поставке крупных партий вооружения и военной техники, в 1983 году в страну было поставлено стрелковое оружие, 106-мм орудия, бронемашины и прибыло 50 израильских военных инструкторов и технических специалистов.
Гондурас одним из первых среди стран Латинской Америки поддержал вторжение в Ирак, а в мае 2003 года парламент страны принял декрет, разрешающий отправить в Ирак военный контингент численностью до 370 человек в июле 2003 года. В состав контингента были включены опытные военнослужащие, ранее принимавшие участие в миротворческих операциях ООН на Гаити и в Западной Сахаре. В период с 3 августа 2003 по 4 мая 2004 года в Ираке находился сводный батальон численностью 368 военнослужащих, действовавших в составе бригады «Плюс-Ультра». Каждому участнику боевых действий в Ираке обещали выплачивать увеличенное денежное довольствие (однако это обещание осталось не выполненным - что привело к демонстрации протеста бывших военнослужащих батальона 4 сентября 2022 года). 
В 2004 году общая численность вооружённых сил Гондураса составляла около 8,3 тыс. человек (резерв — 60 тыс. человек):
- Численность сухопутных войск составляла 5,5 тыс. человек - 4 пехотные бригады, бронекавалерийский полк, рота охраны президента, два батальона «коммандос» (парашютно-десантный и специального назначения), отдельный инженерный батальон. Резерв: пехотная бригада.
- ВВС: 1,8 тыс. чел., 49 боевых самолетов, 12 боевых вертолётов;[27]
- ВМС: около 1 тыс. чел., 11 патрульных и десантных катеров[27]

Иные военизированные формирования («силы национальной безопасности») насчитывали около 6 тыс. человек.
Летом 2009 года с участием армейских подразделений в Гондурасе произошёл ещё один военный переворот, в результате которого президент Х. М. Селайя был отстранён от власти,

## Современное состояние
В 2010 году на вооружении находилось 12 лёгких танков «Скорпион», более 57 БРМ, более 118 буксируемых артиллерийских орудий, свыше 90 миномётов, 120 шт. 84-мм безоткатных орудий «Carl Gustaf M2», 50 шт. 106-мм безоткатных орудий М-40А1 и 48 зенитно-артиллерийских установок.
Военный бюджет на 2009 год — 102 млн долларов, на 2010 год — 138 млн. долларов США.